# John G. Grönvall
Johan Georg "John G" Grönvall, född 16 maj 1839 i Råda församling, Skaraborgs län, död 5 februari 1924 i Skövde församling, Skaraborgs län, var en svensk ingenjör.

## Biografi
John G Grönvall var barn till Theodor Grönvall (8 augusti 1810 – 25 oktober 1875) och Sofie Christina Fleetwood (28 december 1813 – 11 oktober 1903). Familjen köpte Suntetorp utanför Skövde den 18 juli 1839 och i augusti flyttade man in. 
Han studerade till ingenjör vid Teknologiska institutet (numera Tekniska högskolan) i Stockholm. Han arbetade därefter som ritare på Lindholmens verkstad i Göteborg.

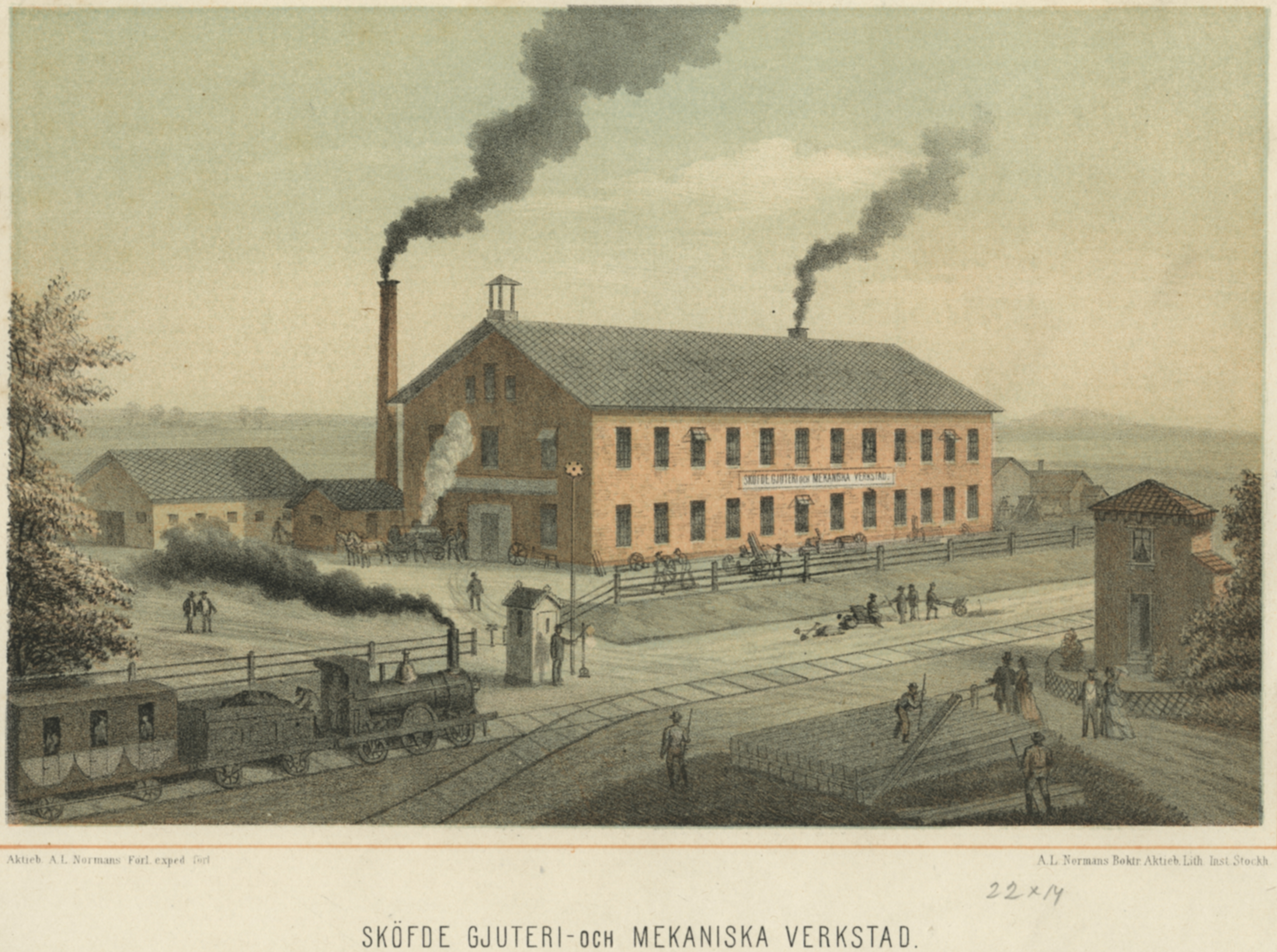
Skövde gjuteri och mekaniska verkstad. Litografi 1880

1868 startade Grönvall Sköfde Gjuteri och Mekaniska Verkstad, som till sin början huvudsakligen tillverkade produkter för avsättning inom närregionen, exempelvis pannor, grytor, kaminer och jordbruksredskap. 1875 ombildades företaget under det nya namnet Sköfde Mekaniska Verkstad. Kring sekelskiftet 1900 låg personalstyrkan på omkring 130 personer med en medeltimpenning på 22,2 öre. Grönvall avgick från verksamheten den 16 maj 1909, hans 70-årsdag. Numera går verkstaden under namnet Volvo Powertrain.
Grönvall var även ledamot av Skövde stads fullmäktige i många år. Han arbetade aktivt för att Skövde museum skulle startas.
Söndagen den 3 februari 1924 avled John G Grönvall, 85 år gammal. Han ägde vid sin död Kloster Pickagård i Varnhems socken med den avsöndrade lägenheten Annelund. Han är begraven på Sankta Elins kyrkogård i centrala Skövde.